# Пёрвис, Джек (актёр)
Эта статья — о британском актёре. Об американском музыканте см. Пёрвис, Джек.
Джек Пёрвис (англ. Jack Purvis; 13 июля 1937, Лондон — 21 ноября 1997, Буши, Восточная Англия) — британский актёр кино и телевидения. Всегда играл характерные оригинальные роли, так как страдал карликовостью и имел рост 124 см.

## Биография
Джек Пёрвис родился 13 июля 1937 года в Лондоне. Вскоре выяснилось, что мальчик страдает карликовостью.
В 1966 году Пёрвис начал карьеру актёра: он снялся в роли гнома Скромника в малоизвестном телефильме «Белоснежка и семь гномов». Затем последовал большой перерыв, и в 1977 году он появился в картине, ставшей культовой, — «Звёздные войны. Эпизод IV: Новая надежда», где сыграл роль вождя Джавы. После этого опять последовал перерыв в карьере, но с 1980 года Пёрвис стал довольно активно сниматься, в основном в кинофильмах, но также у него было несколько работ в телесериалах и телефильмах. Организовал комедийно-музыкальный дуэт с другим актёром-карликом Кенни Бейкером.
В 1991 году при ремонте автомобиля произошёл несчастный случай: Пёрвис сломал шею и стал парализован (диагноз — тетраплегия). Естественно, на этом его кинокарьера была окончена.
Джек Пёрвис скончался 21 ноября 1997 года в городке Буши (графство Хартфордшир, Англия).

### Личная жизнь
В 1964 году Пёрвис женился на девушке по имени Марджи, брак продолжался всю жизнь до самой смерти актёра в 1997 году. У пары в 1966 году родилась дочь, которую назвали Кэти. Она также страдала карликовостью, с 1983 по 2011 год снялась в семи кинофильмах, семи эпизодах трёх телесериалов и в одном видеоклипе. В том числе с 2001 по 2011 год появлялась в кинофраншизе «Гарри Поттер», в крохотных ролях без указания в титрах: гоблины, ведьмы, зритель соревнования по квиддичу.

## Фильмография

### Актёр на широком экране
- 1977 — Звёздные войны. Эпизод IV: Новая надежда / Star Wars: Episode IV – A New Hope — вождь Джава
- 1977 — ? / Wombling Free — Великий Дядюшка Болгария
- 1980 — Звёздные войны. Эпизод V: Империя наносит ответный удар / Star Wars: Episode V – The Empire Strikes Back — вождь Угнот
- 1981 — Победитель дракона / Dragonslayer — шут (в титрах не указан)
- 1981 — Бандиты во времени / Time Bandits — Уолли
- 1982 — Тёмный кристалл / The Dark Crystal — Additional Performer
- 1983 — Звёздные войны. Эпизод VI: Возвращение джедая / Star Wars: Episode VI – Return of the Jedi — Тибо
- 1985 — Бразилия / Brazil — доктор Чапмен
- 1986 — Мона Лиза / Mona Lisa — уличный музыкант в Брайтоне
- 1986 — Лабиринт / Labyrinth — гоблин[9]
- 1988 — Уиллоу / Willow — гном из Нелвина (в титрах не указан)
- 1988 — Приключения барона Мюнхгаузена / The Adventures of Baron Munchausen — Джереми • Густавус

### Актёр телевидения
- 1980 — Не девятичасовые новости[англ.] / Not the Nine O'Clock News — боксёр в телевизоре (в титрах не указан)
- 1981 — Вкусняшки[англ.] / The Goodies — карлик (в эпизоде Special: Snow White 2)
- 1982 — Айвенго / Ivanhoe — шут (в титрах не указан)
- 1989 — Принц Каспиан и плавание на «Покорителе зари» / Prince Caspian and The Voyage of the Dawn Treader — даффлпад • лидер даффлпадов (в 3 эпизодах)
- 1990 — Серебряное кресло[англ.] / The Silver Chair — Голг (в эпизоде #1.6)

### Прочие работы
- 1984 — Человек-невидимка / The Invisible Man — effects artist (в 6 эпизодах)
- 1989 — короткометражный музыкальный фильм Oingo Boingo: Skeletons in the Closet. Рассказывает о создании альбома Skeletons in the Closet группы Oingo Boingo. Пёрвис указан в титрах как ('Stay' & 'Little Girls'). Лента вышла «сразу-на-видео».